# Zayd
Zayd ibn Ali (arabiska: زيد بن علي بن الحسين), även känd som Zayd Martyren, född 695, död 740, var son till den fjärde shiaimamen, Ali Zayn al-Abidin, och sonson till Husayn bin Ali. Enligt en inriktning inom shia, zaydismen, var Zayd sin faders rättmätige arvtagare, snarare än halvbrodern Muhammad al-Baqir, som övriga shia ser som den femte imamen. Zayd ledde en misslyckad revolt mot umayyad-kalifatet i vilken han dog. Han gjorde jihad för att hämnas mordet på Husayn ibn Ali och för att förstöra för sina fiender. Imamiternas femte och sjätte shiaimam förbjöd inte Zayds revolt.